# رينفيلد (فلم)
رينفيلد (بالإنجليزية: Renfield) هو فيلم رعب فنتازيا كوميدي أمريكي قادم من إخراج كريس مكاي وبطولة نيكولاس هولت، نيكولاس كيج، أوكوافينا، بين شوارتز، أدريان مارتينيز وشهره اغداشلو. من المقرر صدور الفيلم في 14 أبريل 2023.

## روابط خارجية
مقالات تستعمل روابط فنية بلا صلة مع ويكي بيانات